# Biędara
Biędara (niem. Biendara), Młyn Biendara – uroczysko, dawna osada w Polsce położona w województwie warmińsko-mazurskim, w powiecie olsztyńskim, w gminie Stawiguda.
W 1987 roku miejscowość wspominana pod nazwą Biędara. We wcześniejszych dokumentach zapisywana jako Bindara, Bindary.
Młyn Biendara, położony w pobliżu Gryźlin, wspominany w dokumentach po raz pierwszy w 1591 roku (jako Bindari). W późniejszych dokumentach zapisywana jako Bindara (1603, 1656), Bindari (1625, 1658), Biendarra (1658, 1772), Biendara (1755, 1880), Biędara (1879), Biendarra Mühle (1936).
W 1905 roku w osadzie mieszkały dwie osoby.